# Northeast Conference (pallavolo maschile)
La Northeast Conference è una delle 9 conference di pallavolo maschile affiliate alla NCAA Division I.

## Storia
Il 30 settembre 2021 la Northeast Conference annuncia di aver aggiunto la pallavolo maschile tra i propri sport a partire dall'annata sportiva 2022-23.

## Squadre

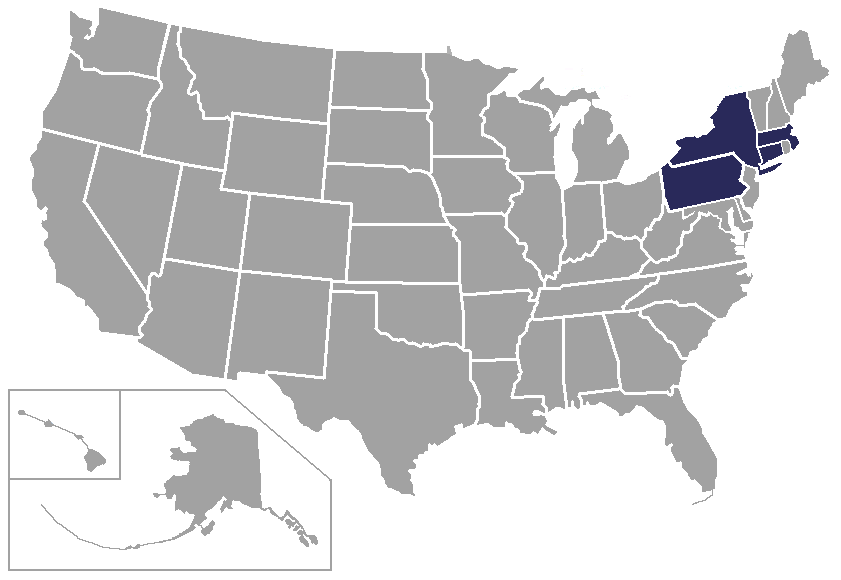

| Squadra                | Sede          | Stato        | Fondazione | Soprannome | Affiliazione |
| ---------------------- | ------------- | ------------ | ---------- | ---------- | ------------ |
| Daemen                 | Amherst       | New York     | 2019       | Wildcats   | 2023         |
| D'Youville             | Buffalo       | New York     | 2007       | Saints     | 2023         |
| Fairleigh Dickinson    | Teaneck       | New Jersey   | 2021       | Knights    | 2023         |
| Long Island            | Brooklyn      | New York     | 2021       | Sharks     | 2023         |
| Manhattan              | Riverdale     | New York     | 2026       | Jaspers    | 2026         |
| Maryland Eastern Shore | Princess Anne | Maryland     | 2026       | Hawks      | 2026         |
| Saint Francis          | Loretto       | Pennsylvania | 1984       | Red Flash  | 2023         |

### Ex membri
| Squadra      | Ingresso | Uscita |
| ------------ | -------- | ------ |
| St. Francis  | 2023     | 2023   |
| Sacred Heart | 2023     | 2024   |
| Merrimack    | 2023     | 2024   |

## Arene
| Squadre                | Arene                                    | Capacità |
| ---------------------- | ---------------------------------------- | -------- |
| Daemen                 | Charles L. & Gloria B. Lumsden Gymnasium | 1 000    |
| D'Youville             | College Center Gym                       | 550      |
| Fairleigh Dickinson    | Rothman Center                           | 1 852    |
| Long Island            | Steinberg Wellness Center                | 2 500    |
| Manhattan              | Draddy Gymnasium                         | 2 345    |
| Maryland Eastern Shore | Hytche Athletic Center                   | 5 500    |
| Saint Francis          | DeGol Arena                              | 3 500    |

## Albo d'oro
| Anno          | Podio       | Podio         | Podio |
| Campione      | Seconda     | Terza         |       |
| ------------- | ----------- | ------------- | ----- |
| 2023 Dettagli | Long Island | Saint Francis | -     |
| 2024 Dettagli | Daemen      | Saint Francis | -     |
| 2025 Dettagli | Daemen      | Saint Francis | -     |

## Palmarès
| Squadre     | Titoli | Stagioni   |
| ----------- | ------ | ---------- |
| Daemen      | 2      | 2024, 2025 |
| Long Island | 1      | 2023       |